# فرانك سيناترا جونيور
فرانك سيناترا جونيور (بالإنجليزية: Frank Sinatra Jr.)‏ (مواليد 10 يناير 1944 في جيرسي سيتي - الوفاة 16 مارس 2016)، كان مغني وممثل وكاتب غنائي أمريكي بدأ مسيرته الفنية عام 1963. وهو ابن المغني والممثل الشهير فرانك سيناترا وشقيق الممثلة والمغنية نانسي سيناترا.